# Wysocko Niżne
Wysocko Niżne (ukr. Нижнє Висоцьке) – wieś na Ukrainie, w obwodzie lwowskim w rejonie samborskim (wcześniej w rejonie turczańskim), u ujścia Hnyłej do Stryja. Najniższą jednostką administracji, której podlega Wysocko Niżne, jest rada wiejska (silska rada) w Wysocku Niżnem. Liczy około 755 mieszkańców.
Wieś prawa wołoskiego, położona była w pierwszej połowie XV wieku w ziemi przemyskiej województwa ruskiego. W 1921 r. wieś liczyła około 1310 mieszkańców. Przed II wojną światową w granicach Polski, wchodziła w skład powiatu turczańskiego.

## Ważniejsze obiekty
- Cerkiew greckokatolicka